# Nuoto ai Giochi della IX Olimpiade - 200 metri rana maschili
La competizione 200 metri rana maschili di nuoto dei Giochi della IX Olimpiade si è svolta dal 6 all'8 agosto 1928 al Olympic Sports Park Swim Stadium di Amsterdam.

## Risultati

### Primo turno
Si disputò il 6 agosto. I primi due di ogni serie più il miglior tempo degli esclusi furono ammessi alle semifinali.
| Pos. | Concorrente      | Nazione       | Tempo  |
| ---- | ---------------- | ------------- | ------ |
| 1    | Walter Spence    | Canada        | 2'56"6 |
| 2    | Erwin Sietas     | Germania      | 2'57"4 |
| 3    | Louis Van Parijs | Belgio        | 3'00"0 |
| 4    | William Rozier   | Francia       |        |
| 5    | Hugh Smith       | Gran Bretagna |        |

| Pos. | Concorrente       | Nazione   | Tempo  |
| ---- | ----------------- | --------- | ------ |
| 1    | Erik Harling      | Svezia    | 2'56"4 |
| 2    | Karl Schäfer      | Austria   | 2'56"6 |
| 3    | Teófilo Yldefonso | Filippine | 2'57"4 |
| 4    | Yuki Mawatari     | Giappone  |        |
| 5    | Ernst Budig       | Germania  | 2'58"6 |

| Pos. | Concorrente        | Nazione     | Tempo  |
| ---- | ------------------ | ----------- | ------ |
| 1    | Erich Rademacher   | Germania    | 2'52"0 |
| 2    | Thomas Blankenburg | Stati Uniti | 3'04"2 |
| 3    | Léon Tallon        | Francia     | 3'05"0 |
| 4    | Jack Aubin         | Canada      |        |
| -    | Joseph De Combe    | Belgio      | DNF    |

| Pos. | Concorrente       | Nazione       | Tempo  |
| ---- | ----------------- | ------------- | ------ |
| 1    | Yoshiyuki Tsuruta | Giappone      | 2'50"0 |
| 2    | Robert Wyss       | Svizzera      | 3'02"6 |
| 3    | Leen Korpershoek  | Paesi Bassi   | 3'04"0 |
| 4    | Reginald Flint    | Gran Bretagna |        |
| 5    | José Francesch    | Spagna        |        |
| 6    | Tage Wissnell     | Svezia        |        |

### Semifinali
Si disputarono il 7 agosto. I primi tre di ogni serie ammessi alla finale.
| Pos. | Concorrente        | Nazione     | Tempo  |
| ---- | ------------------ | ----------- | ------ |
| 1    | Yoshiyuki Tsuruta  | Giappone    | 2'49"2 |
| 2    | Walter Spence      | Canada      | 2'53"0 |
| 3    | Teófilo Yldefonso  | Filippine   | 2'53"2 |
| 4    | Robert Wyss        | Svizzera    |        |
| 5    | Thomas Blankenburg | Stati Uniti |        |

| Pos. | Concorrente      | Nazione  | Tempo  |
| ---- | ---------------- | -------- | ------ |
| 1    | Erich Rademacher | Germania | 2'56"6 |
| 2    | Erik Harling     | Svezia   | 2'57"2 |
| 3    | Erwin Sietas     | Germania | 2'57"8 |
| 4    | Karl Schäfer     | Austria  |        |

### Finale
Si disputò l'8 agosto.
| Pos.    | Concorrente       | Nazione   | Tempo  |
| ------- | ----------------- | --------- | ------ |
| Oro     | Yoshiyuki Tsuruta | Giappone  | 2'48"8 |
| Argento | Erich Rademacher  | Germania  | 2'50"6 |
| Bronzo  | Teófilo Yldefonso | Filippine | 2'56"4 |
| 4       | Erwin Sietas      | Germania  | 2'56"6 |
| 5       | Erik Harling      | Svezia    | 2'56"8 |
| 6       | Walter Spence     | Canada    | 2'57"2 |